# Cerișa, Sălaj
Cerișa este un sat în comuna Halmășd din județul Sălaj, Transilvania, România. Se subordonează administrativ comunei Halmășd.
Satul este atestat documentar în anul 1447, cu denumirea de Cserese.

## Așezare
La nord se află comunele Marca și Ip. La est se află localitățile Cosniciu de Jos și Cosniciu de Sus. La sud se află localitatea Halmășd. La vest se află localitățile bihorene Șinteu și Huta Voivozi.